# Garbatola
Garbatola (Garbatula in dialetto milanese, AFI: [ɡarˈbaːtula]), è una frazione del comune di Nerviano.

## Storia
Fu un antico comune del Milanese.
Registrato agli atti del 1751 come un borgo di 290 abitanti, in base al censimento voluto nel 1771 dall'imperatrice Maria Teresa, Garbatola contava 182 anime. Alla proclamazione del Regno d'Italia nel 1805 risultava avere 144 abitanti, segnando un periodo di spopolamento. Nel 1809 fu soppresso con regio decreto di Napoleone ed annesso a Nerviano. Il Comune di Garbatola fu quindi ripristinato con il ritorno degli austriaci, raggiungendo i 285 abitanti nel 1853, e i 357 nel 1861. La definitiva soppressione comunale avvenne nel 1869 per decreto di Vittorio Emanuele II, che riportò Garbatola sotto Nerviano.

## Geografia fisica
Garbatola è un antico borgo che sorge sull'asse del Sempione.

## Curiosità
Ogni anno si svolge la più grande manifestazione locale, la "Festa Granda di Garbatola": un momento di confronto e divertimento che coinvolge tutta la comunità locale.